# Universitat de Versalles Saint-Quentin-en-Yvelines
Universitat de Versalles Saint-Quentin-en-Yvelines (en francès Université de Versailles-Saint-Quentin-en-Yvelines) és una universitat pública francesa fundada el 1991 i situada a Versalles.

## Fundació
La Fundació Universitat de Versailles Saint-Quentin-en-Yvelines (Francès Fondation Université de Versailles-Saint-Quentin-en-Yvelines) és un òrgan administratiu independent que va ser establerta per UVSQ en un esforç per estimular i promoure el desenvolupament de la filantropia.
Després de la creació de la Fundació per a l'any 2011, el lliurament de les primeres subvencions per donar suport a l'experiència internacional es porta a terme en l'any 2014. Entre octubre de 2014 i juny de 2015 representava celebrat la primera campanya de recaptació de fons per a la biblioteca de la universitat.
A les iniciatives de fons de solidaritat llançades al novembre de l'any 2015 seguit de Versalles Ciències de Laboratori del mes. El 2016 va veure la presentació dels joves talents primer premi.

### Presidents
- Jean-Luc Vayssière: 2011 - 2016
- Didier Guillemot: 2016 - 2017
- Alain Bui: 2017 - ?